# Ultimate Pro Wrestling
Ultimate Pro Wrestling (UPW):Es una promoción de lucha libre profesional pertenece y es operado por Rick Bassman. A menudo se ha utilizado como campo de entrenamiento para la World Wrestling Entertainment. Su escuela de lucha, Ultimate University, ha llegado a ser popular para el envío de más de 30 de sus egresados a la WWE y otros para Zero One en Japón.
Ha sido un paso más en el desarrollo de muchas superestrellas de la WWE pasado y el presente de la talla de John Cena, Chris Masters, Victoria, Jon Heidenreich, Mike Mizanin, Melina, Deuce y Sakoda Ryan.
Asimismo, ha destacado algunas de las estrellas más conocidas de lucha libre independiente en el mundo, incluyendo a Christopher Daniels y Samoa Joe. Desde su debut en 1998, se han quedado muchos espectáculos en el sur de California y Nevada, y en una ocasión en 1999, UPW se muestra en la televisión KDOC en Santa Ana, CA. A finales de junio de 2006, se anunció que se había convertido en un UPW cazatalentos oficial de la WWE una vez más.
- Datos: Q633758